# Argalista fluctuata
Argalista fluctuata är en snäckart som först beskrevs av Hutton 1883.  Argalista fluctuata ingår i släktet Argalista och familjen turbinsnäckor. Inga underarter finns listade i Catalogue of Life.